# Janez Evangelist
Janez (tudi Janez Evangelist, saj velja za pisca Evangelija po Janezu, in Janez Teolog, zlasti v pravoslavju), eden od dvanajstih Jezusovih apostolov, * ?, † 101?, Efez, današnja Turčija.
Poleg evangelija je napisal še naslednje novozavezne spise: Prvo, Drugo in Tretje Janezovo pismo ter Razodetje (Apokalipso).

## Ime
Janezovo pravo ime je bilo Johanan (hebrejsko: יוחנן‎ [Yoḥanan], grško: starogrško Ιωάννης [Joanes]), kar pomeni Gospod je milostljiv. Slovenska oblika Janez očitno izhaja neposredno iz grščine. Poleg oblike Janez poznamo v slovenščini tudi obliko Ivan, ki smo jo dobili s posredovanjem drugih slovanskih jezikov.

## Življenjepis
Janez je bil sin Zebedeja in Marije Salome ter brat apostola Jakoba Starejšega. Skupaj z bratom in očetom se je preživljal z ribolovom na Genezareškem jezeru. Janez in Jakob sta bila najprej učenca Janeza Krstnika, potem pa ju je Jezus povabil med svoje učence. Jezus ju je zaradi vročekrvnega temperamenta imenoval tudi boanerges – gromovnika.
V evangelijih je Janez zelo pogosto ob Jezusu v odločilnih trenutkih. Poleg Petra in svojega brata Jakoba spada Janez v najožji in najzaupnejši krog Jezusovih apostolov. Ta trojica je navzoča pri Jezusovi oživitvi Jairove hčere (Mr 5,21-43), pri Jezusovem spremenjenju na gori (Mt 17,1-13) in pri Jezusovem trpljenju v vrtu Getsemani, v zadnjih trenutkih pred Jezusovo aretacijo (Mr 14,32-42). Skupaj z Andrejem so deležni še Jezusovega govora o koncu sveta (Mr 13). Pri zadnji večerji ima Janez privilegij sedeti na desni strani ob Jezusu, kar je bilo častno mesto v omizju, na dan križanja pa je edini od apostolov stal pod križem, medtem ko so se ostali razbežali. Takrat mu je Jezus v varstvo zaupal svojo mater Marijo. V Janezovem evangeliju ime »Janez« ni nikoli omenjeno, pač pa pogosto nastopa kot »učenec, ki ga je Jezus ljubil«. Tradicionalno razlaga pravi, da je Janez s temi besedami opisoval sebe.
Janez je ostal v Jeruzalemu približno do leta 60, potem pa je odpotoval v Efez, kjer je začel ustanavljati tamkajšnjo krščansko skupnost. Potem je deloval v Mali Aziji, nekaj časa pa je preživel tudi v izgnanstvu na otoku Patmosu. Sveti Viktorin Ptujski kot edini poroča, da je bil »na otoku Patmosu obsojen na rudnik od cesarja Domicijana (vladal 81–96). Videti je, da je Janez tam napisal Razodetje. In ko je mislil, da bi bil lahko kot starec po trpljenju že sprejet, so bile po umoru Domicijana vse njegove razsodbe razveljavljene in Janez izpuščen iz rudnika. Tako je potem izročil Cerkvam to isto Razodetje, ki ga je prejel od Gospoda.« Ker rudnikov na Patmosu ni, se predvideva, da je s tem mišljen kamnolom. Doživel je visoko starost in naj bi po enem izmed izročil umrl naravne smrti okoli leta 101 – kot zadnji od dvanajsterih apostolov (bil je tudi najmlajši med njimi). Sveti Hieronim poroča iz časa njegovega bivanja v Efezu, da je bil proti koncu življenja že zelo krhek in da ni mogel več hoditi iz svoje sobe v prvem nadstropju, da bi nagovoril ljudi, ki so se zbirali pred njegovo hišo. Zato se je še zadnjič dal nositi po ulicah mesta in preprosto oznanjal: »Moji otročiči, ljubite drug drugega.« Papija iz Hierapolisa, škof, ki je Janeza poznal osebno, saj je bil njegov učenec, je poročal, da je Janez po vrnitvi v Efez iz Patmosa umrl mučeniške smrti, umorili pa da so ga Judje. Tako je po njegovi razlagi izpolnil Jezusovo obljubo, da bo tako kot njegov brat Jakob pil iz njegovega keliha (Mt 20,20-28)

## Češčenje
Apostol Janez Evangelist goduje 27. decembra po katoliškem koledarju oziroma 8. maja in 26. septembra po pravoslavnem.
Na slikah je Janezov razpoznavni znak orel. Na skupinskih slikah je pogosto edini golobrad (ker je bil najmlajši od apostolov).